# Budapester Millenniumsausstellung 1896

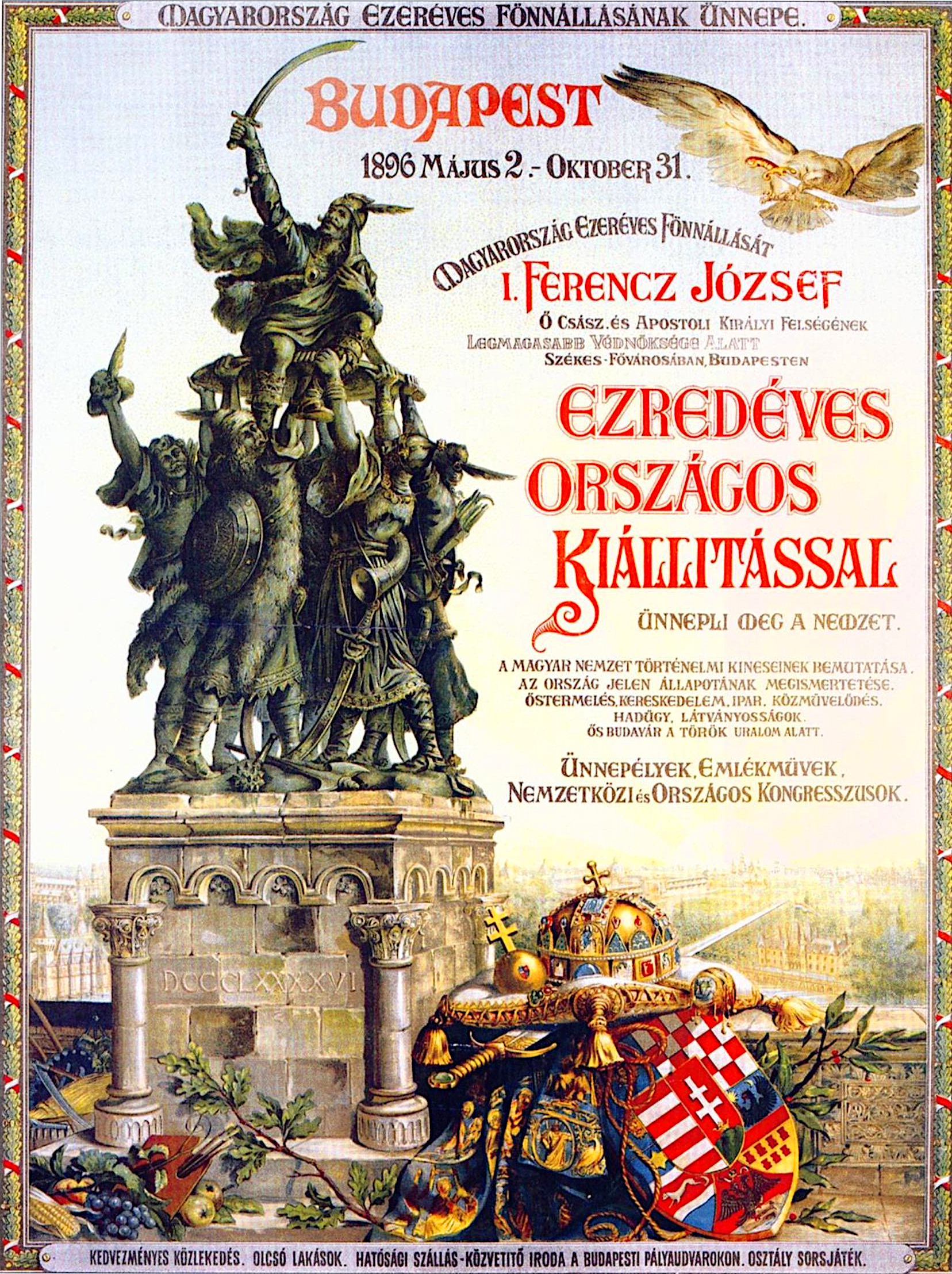
Plakat der Millenniumsausstellung

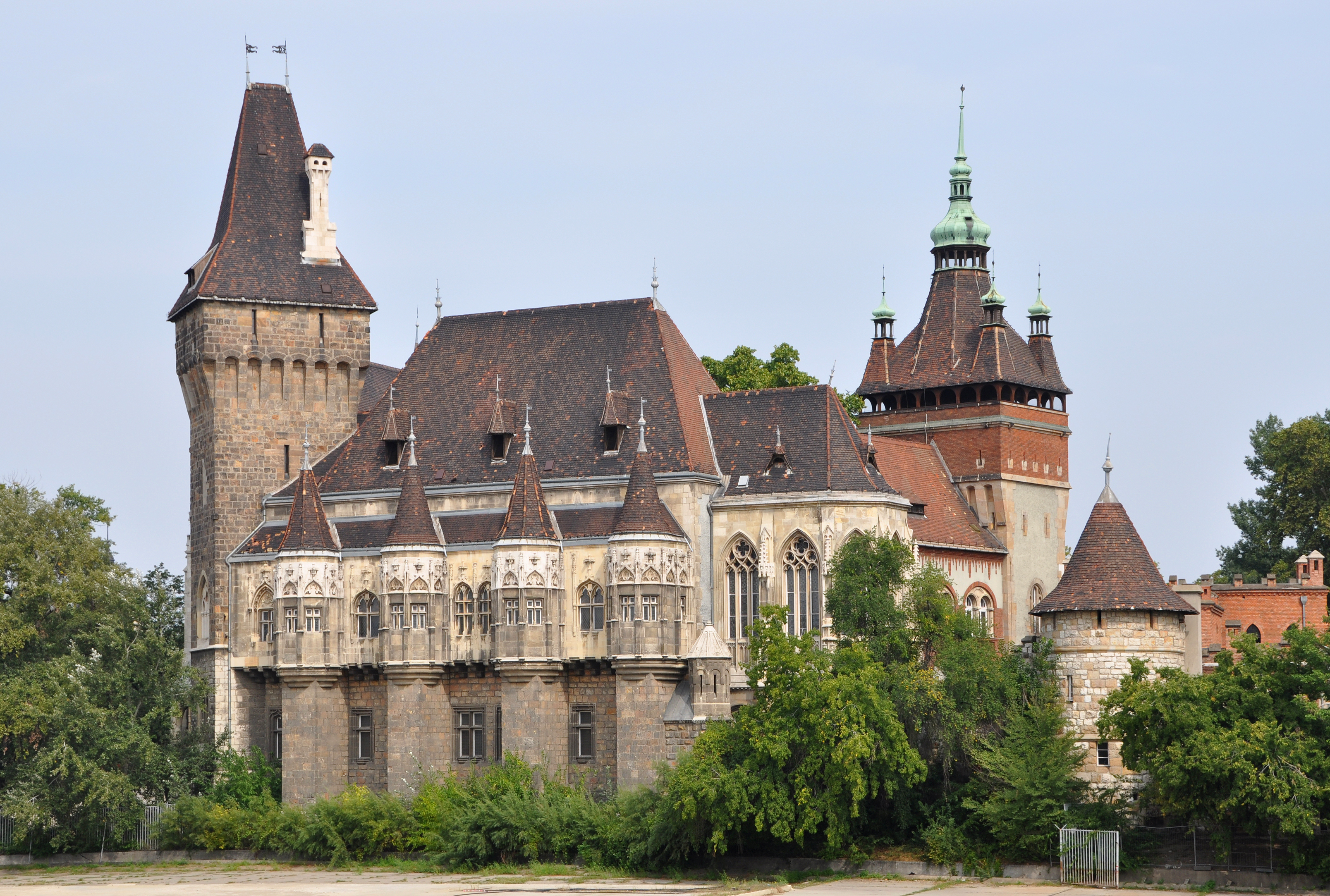
Burg Vajdahunyad, ein Überbleibsel der Ausstellung

Die Budapester Millenniumsausstellung 1896 war eine aus Anlass der Jahrtausendfeiern der magyarischen Landnahme durchgeführte Landesausstellung.

## Geschichte
Die Ausstellung war vom 2. Mai 1896 bis zum 31. Oktober 1896 geöffnet und zog etwa 5,2 Millionen Besucher an.

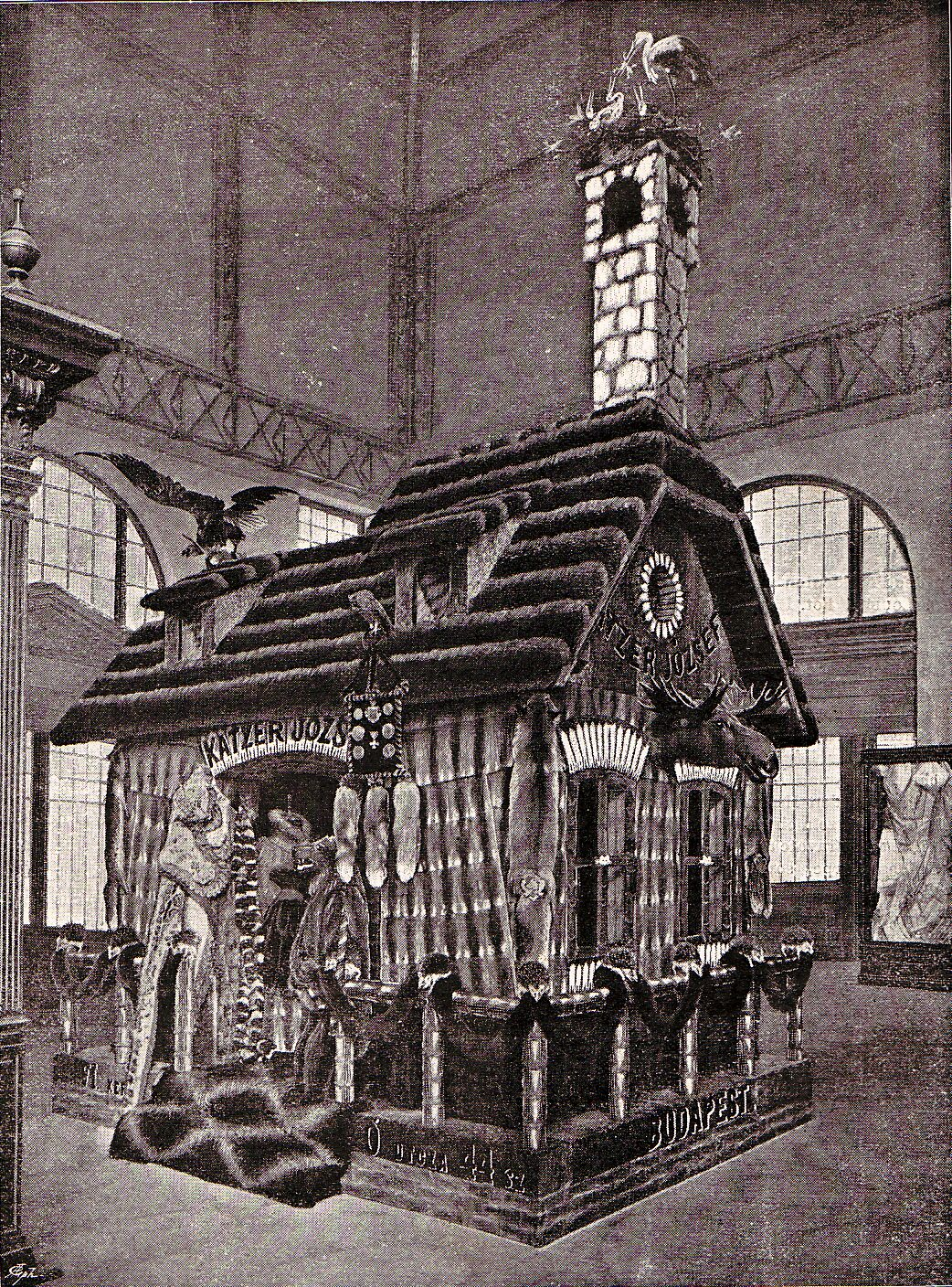
Ausstellungsobjekt „Alfölder Bauernhaus“ aus Pelzfellen des Kürschners Josef Katzer, Industriehalle

Ort der Millenniumsausstellung war das Budapester Stadtwäldchen (Városliget). Dort wurde aus diesem Anlass auch die Burg Vajdahunyad erbaut, die den zentralen historischen Teil der Ausstellung umfasste und etwa 20.000 wertvolle Kunstgegenstände, zumeist aus dem Besitz des ungarischen Adels, zeigte. Im Zentrum dieser Ausstellung stand der Thronsessel, auf dem der ungarische König und österreichische Kaiser Franz Joseph I., in diesem Jahr oft patriotistisch als Árpád II. bezeichnet, den Ausgleich mit Ungarn unterzeichnet hatte. Mit diesem wurde der Habsburgerstaat zur Doppelmonarchie Österreich-Ungarn.
Im Parkgelände des Városliget befanden sich die Pavillons führender ungarischer Industriefirmen, beispielsweise von Ganz & Co., den Ungarischen Staatsbahnen, Dynamit Nobel, Urikány Zsilvölgy (Kohlenbergbau), die Maschinenfabrik Schoenichen-Hartmann, Gebrüder Thonet, der Zementfabriken Miska Kramer und Róbert Wünsch, der Sektfabriken Törley und Willibald Hölle sowie großer aristokratischer Agrarbetriebe. Den ethnographischen Aspekt deckten ein Dorf mit 26 Bauernhäusern aus verschiedenen Gegenden Ungarns und ein „Pavillon der Urbeschäftigungen“ (Jagd und Fischerei) ab. Die weltbekannte Konditorei Gerbeaud betrieb ein Kaffeehaus am Ausstellungsgelände.
Im Rahmen der Landesausstellung (zunächst war sogar eine Weltausstellung anvisiert worden) fanden zahlreiche Festlichkeiten und Veranstaltungen statt. Das Ausstellungsgelände am Stadtwäldchen wurde durch die Földalatti Vasút erschlossen, der ersten U-Bahn auf dem europäischen Festland. Der ungarische Staat finanzierte aus dem Anlass der Millenniumsfeier dem König einen neuen königlichen Hofzug.

## Ausgewählte Bauten der Millenniumsausstellung

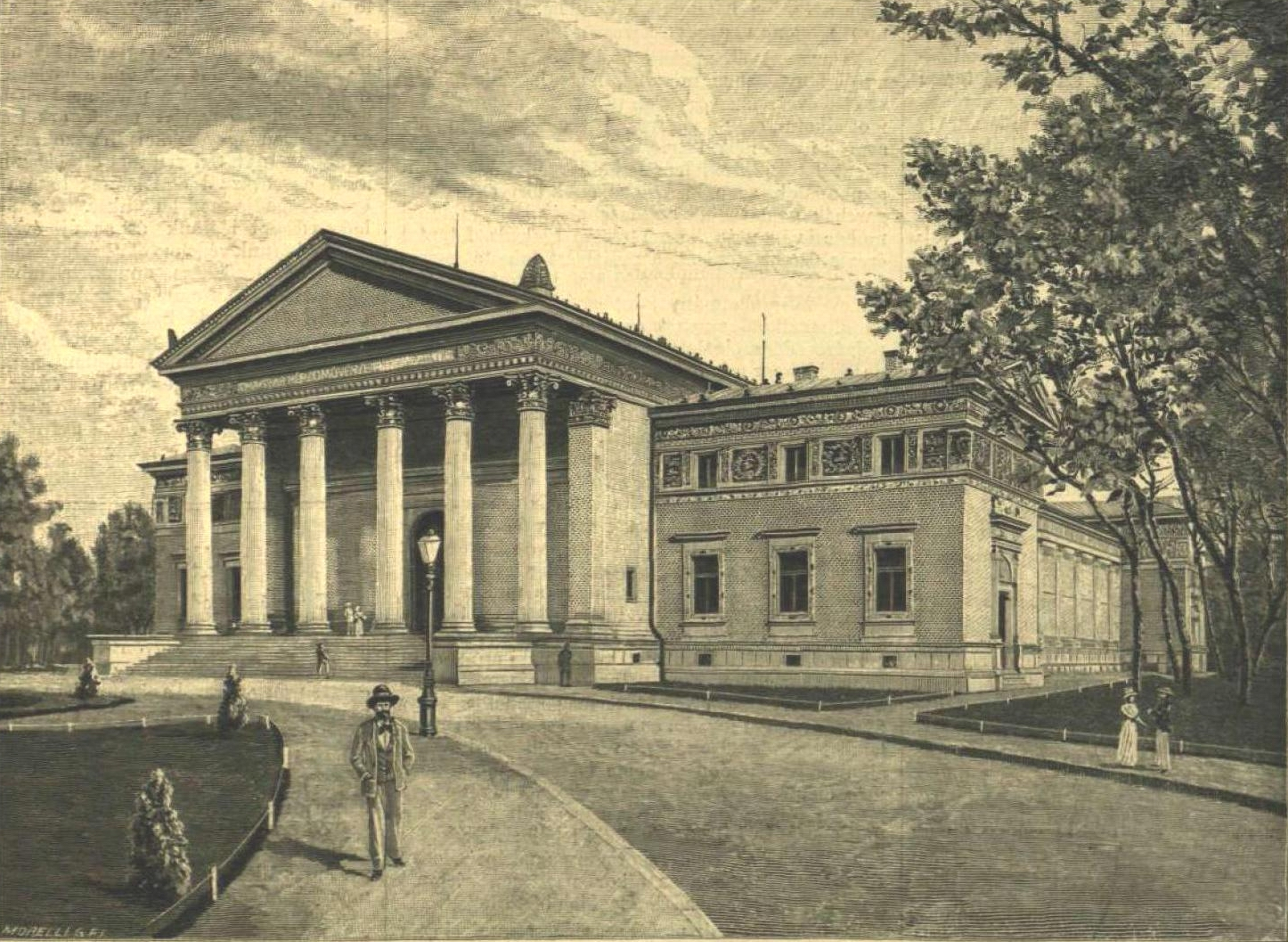
Kunstpalast
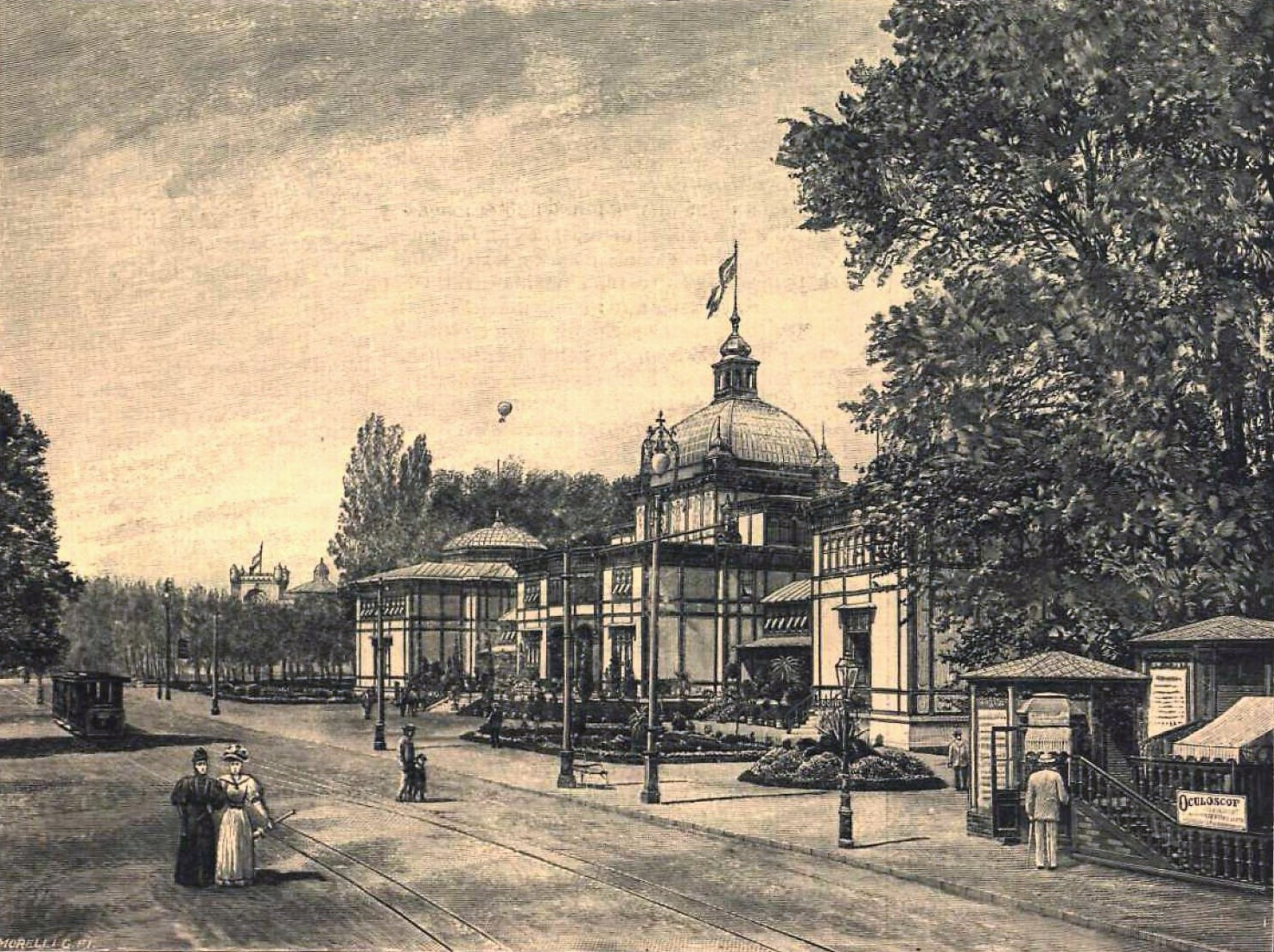
Pavillon der Stadt Budapest
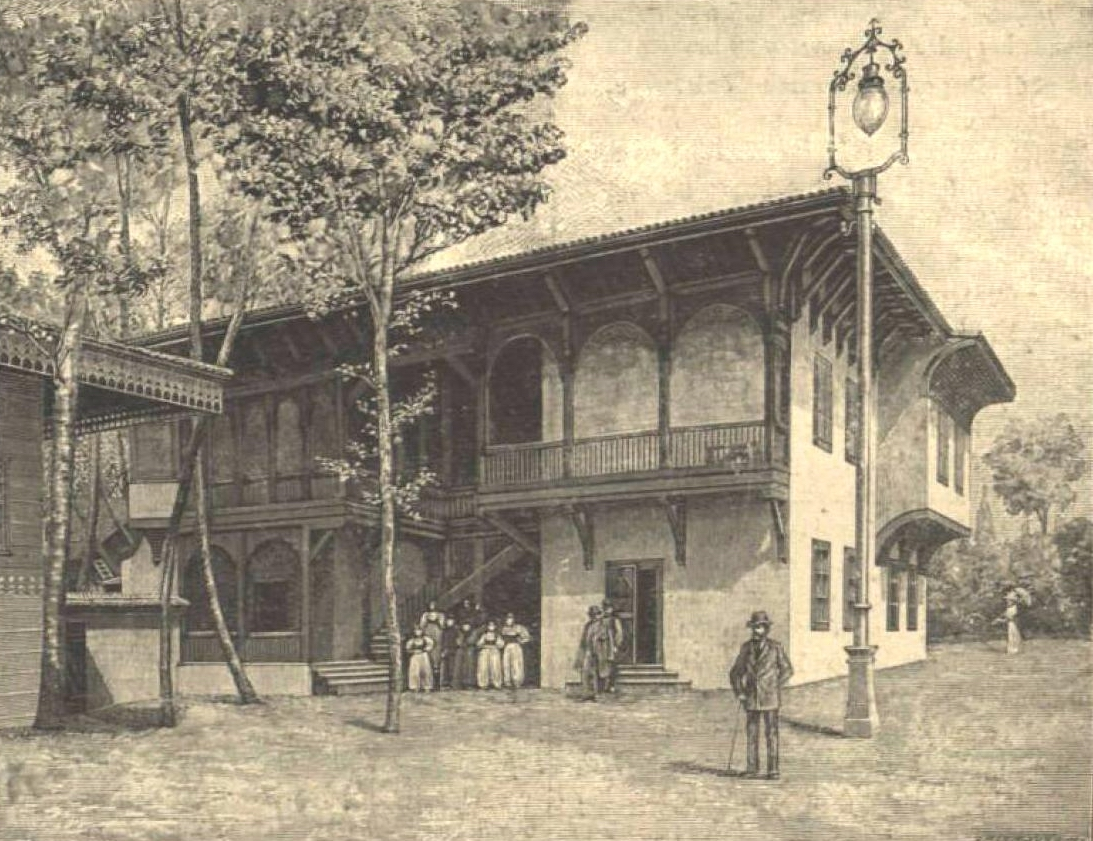
Bosniakenhaus
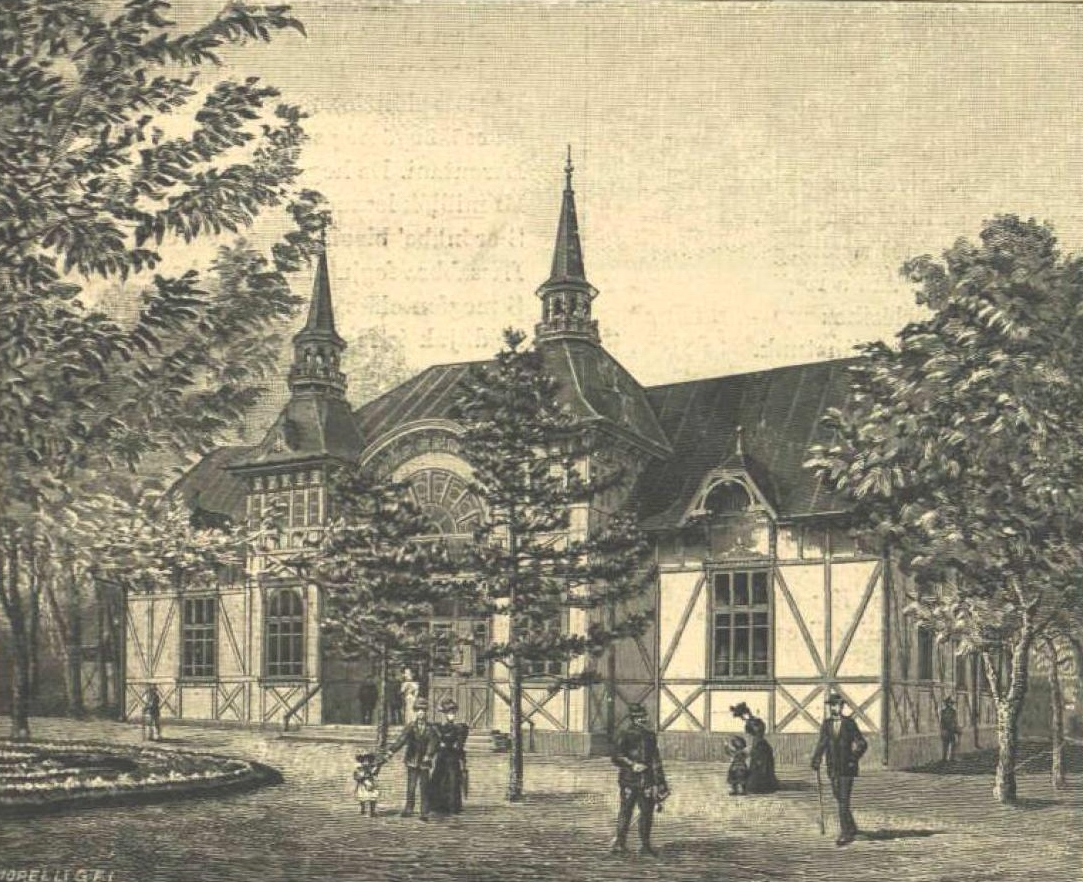
Kinderpavillon
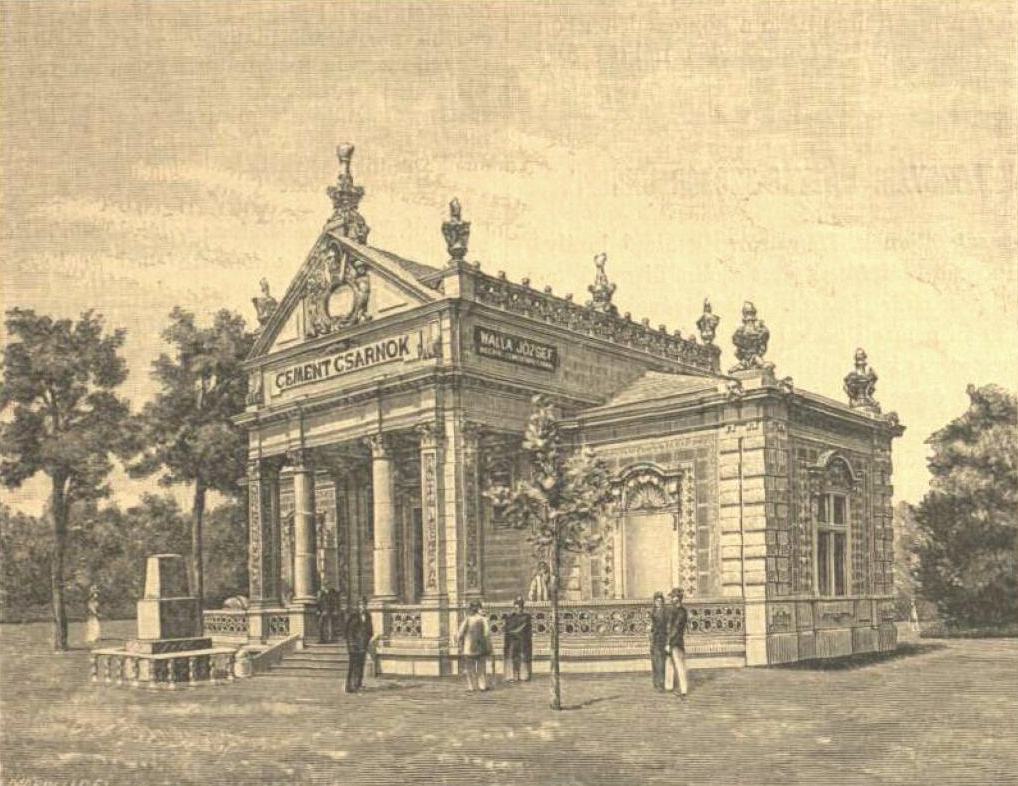
Zementpavillon
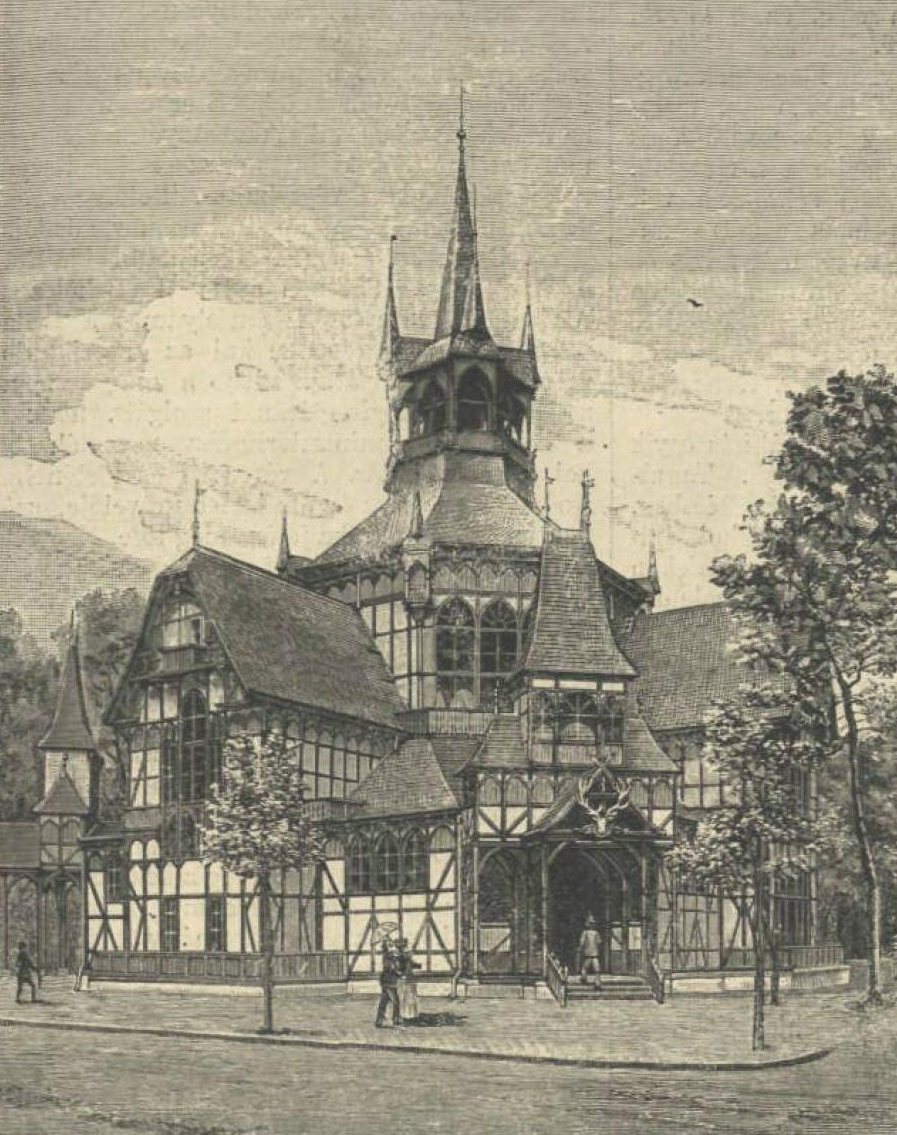
Pavillon der Forstwirtschaft
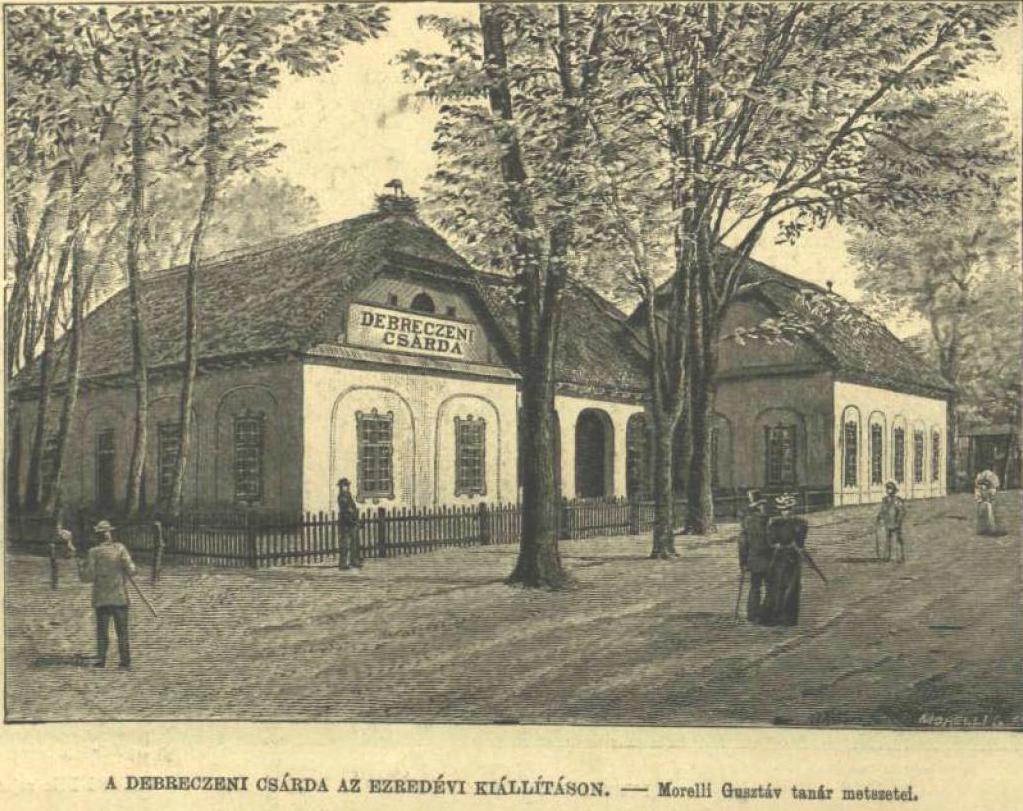
„Debreceni csárda“ (Debrecziner Gasthaus)
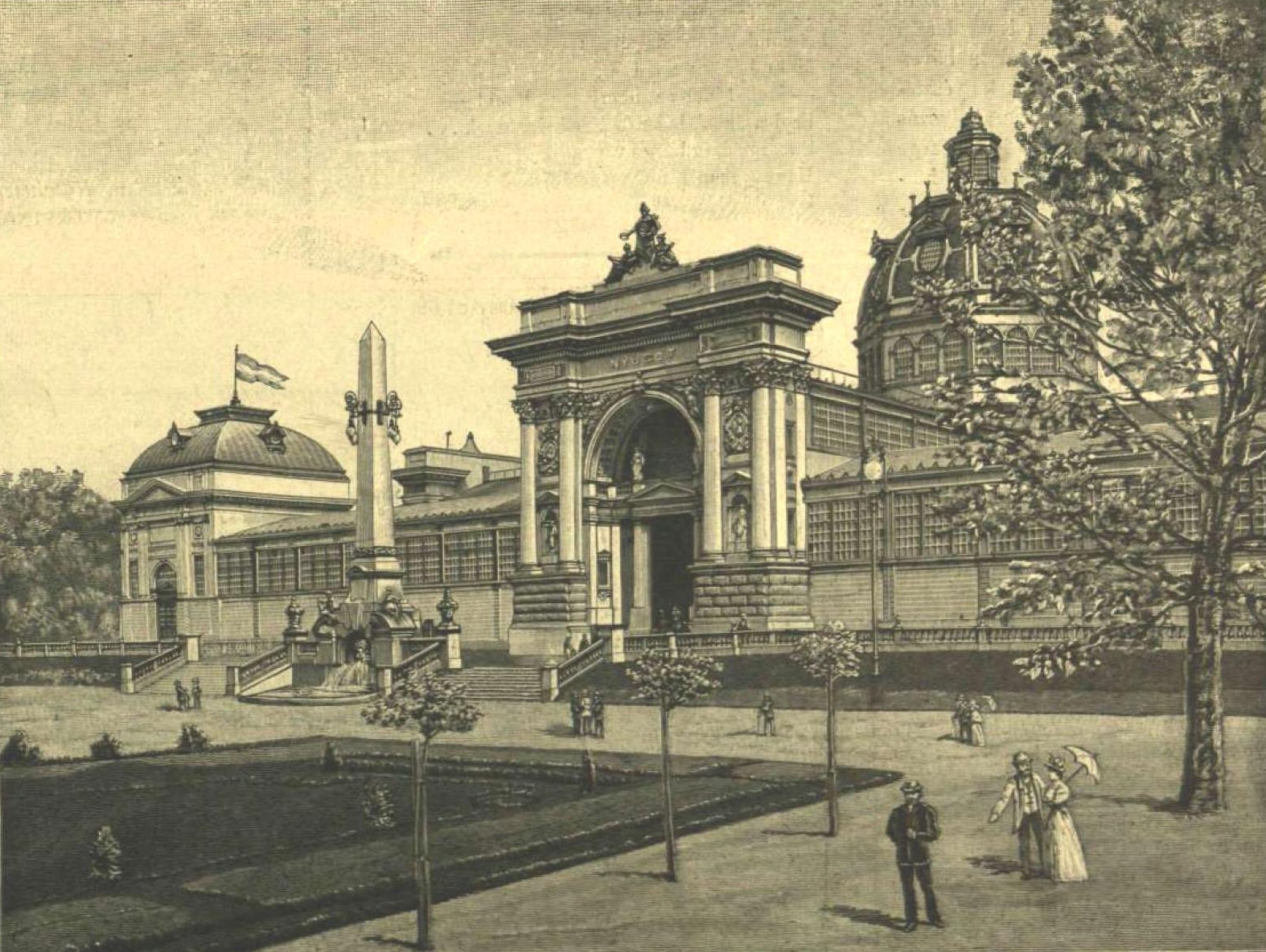
Maschinenhalle
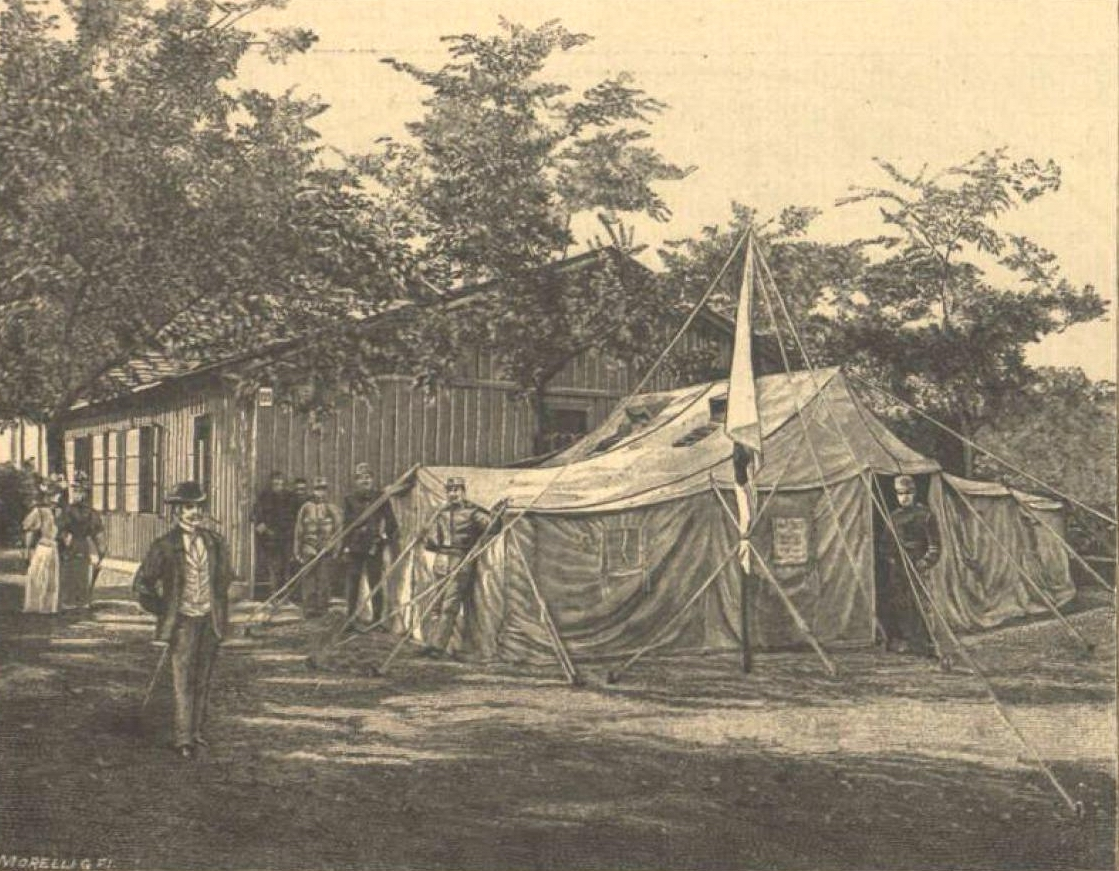
Pavillon Militärspital
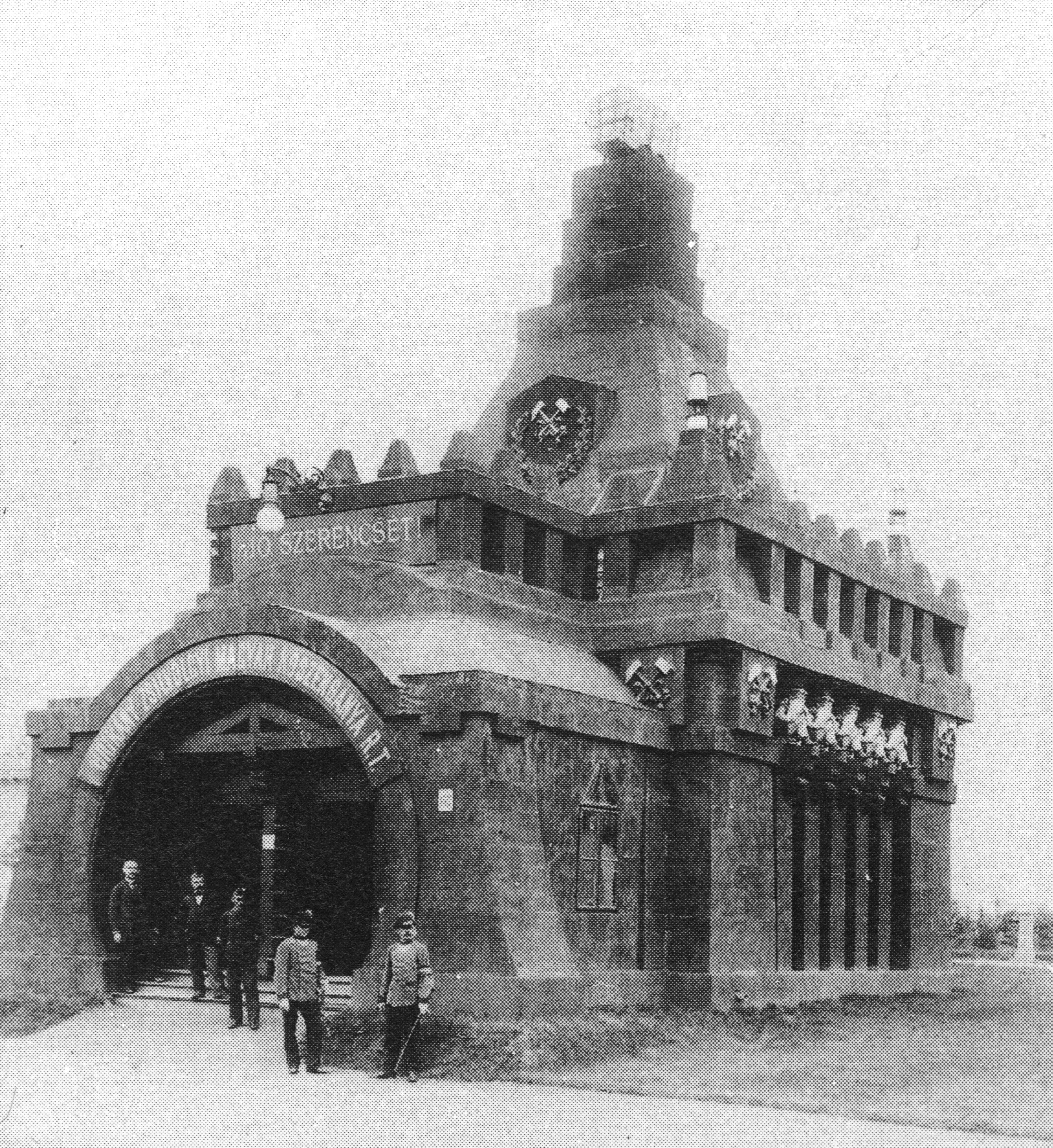
Pavillon eines Bergbauunternehmens
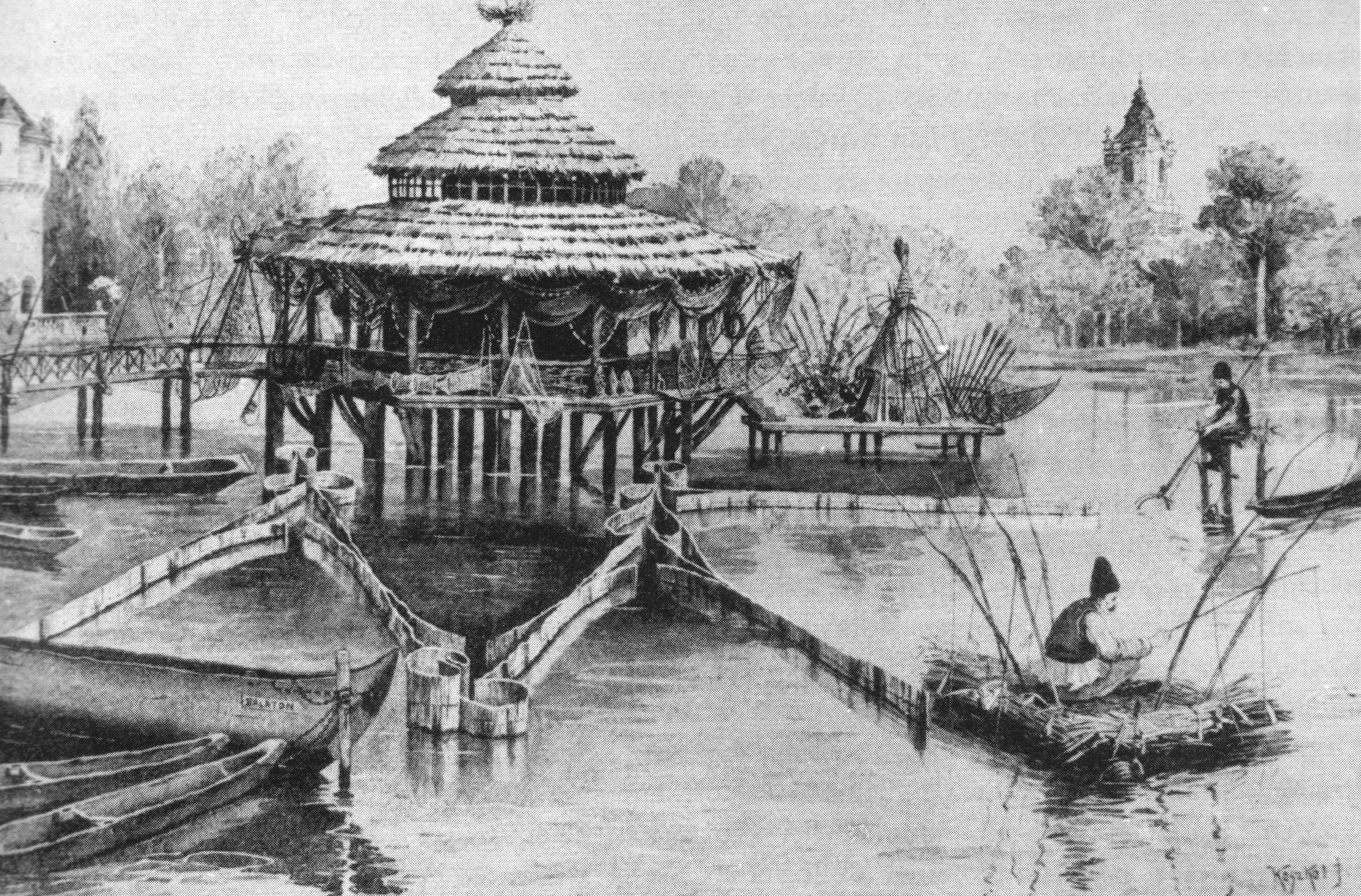
Pavillon der Urzeitfischer
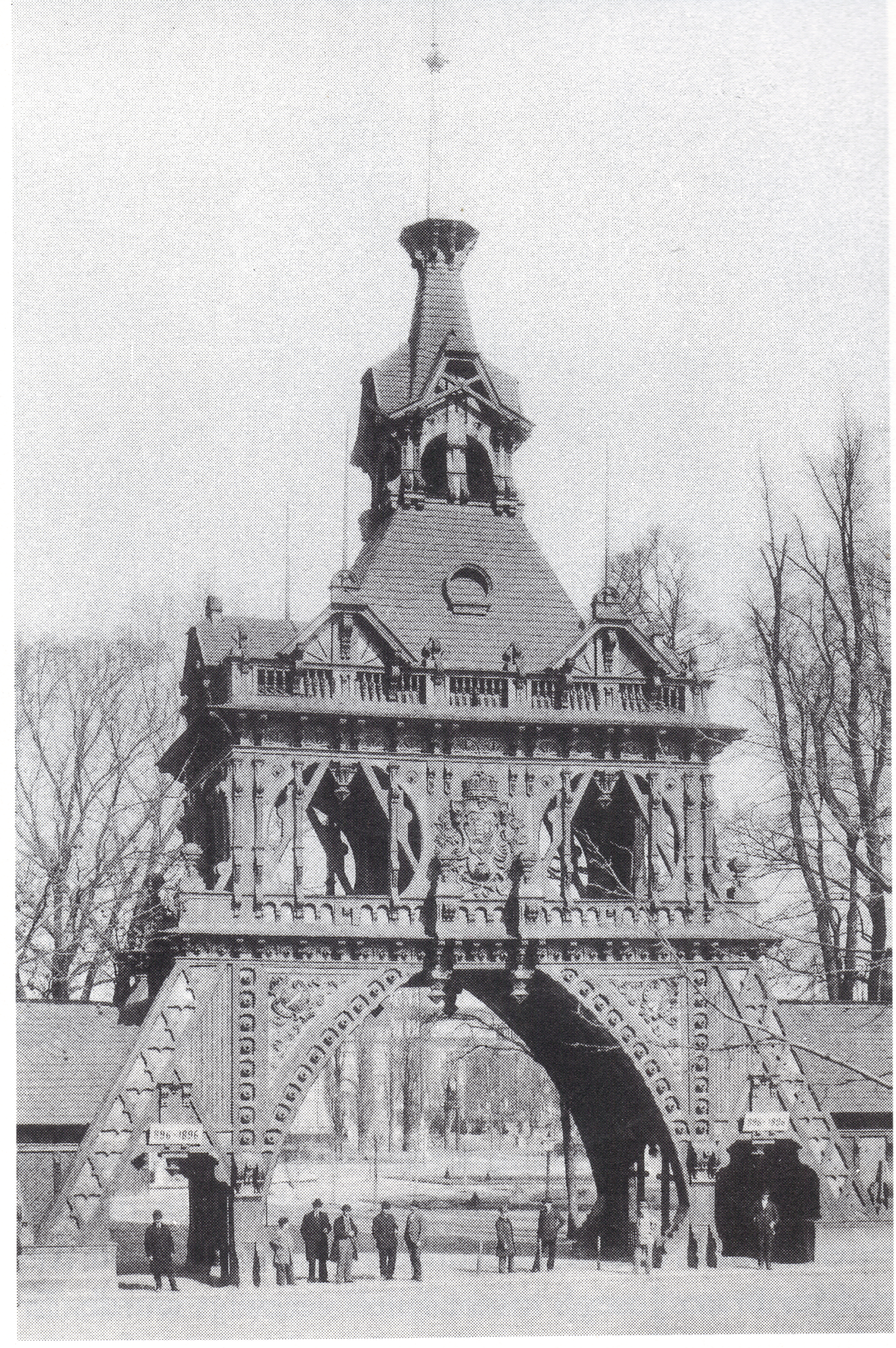
Eines der Haupttore zur Ausstellung
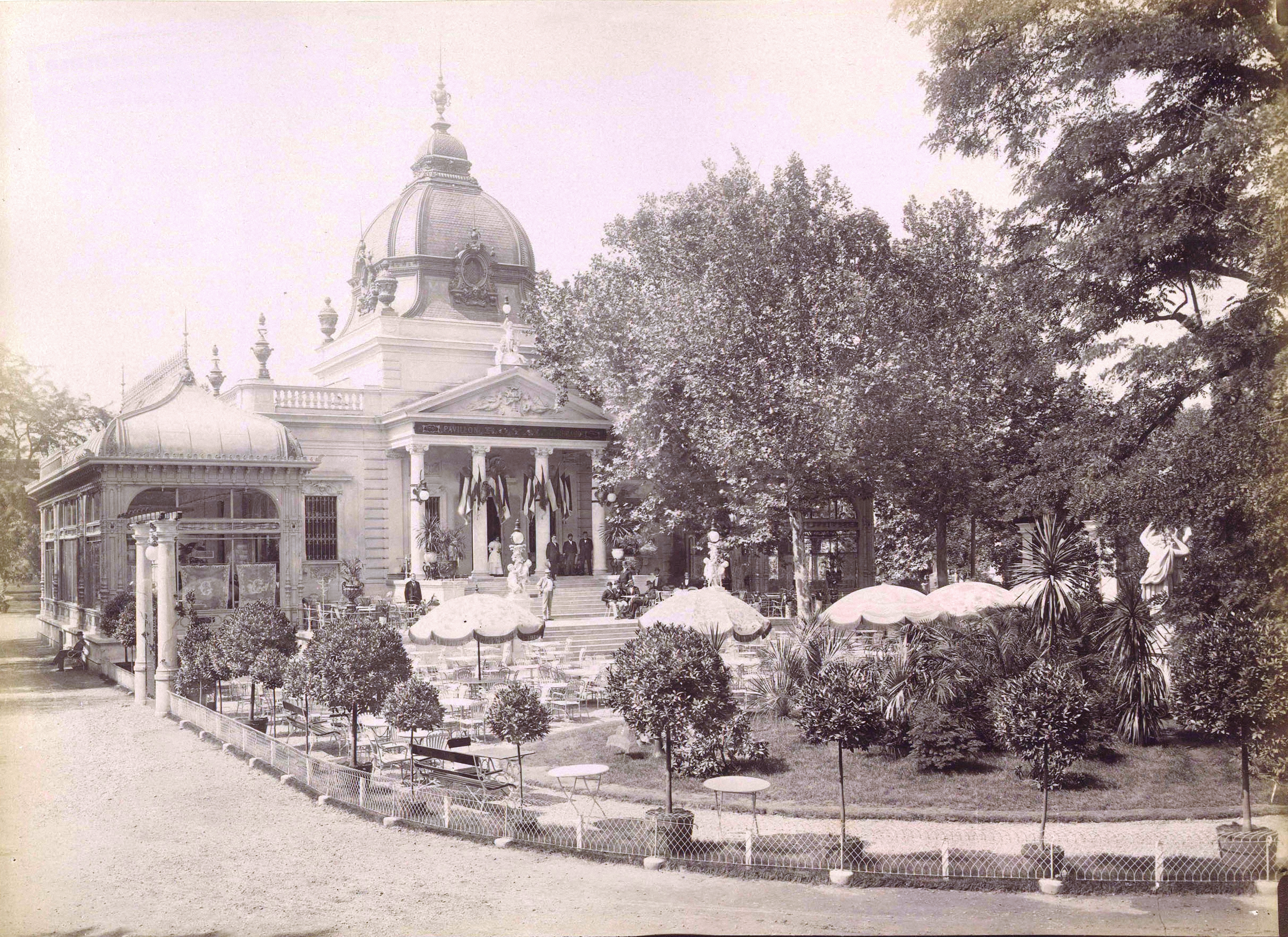
Kaffeehaus des Café Gerbeaud

## Ausstellungsobjekte

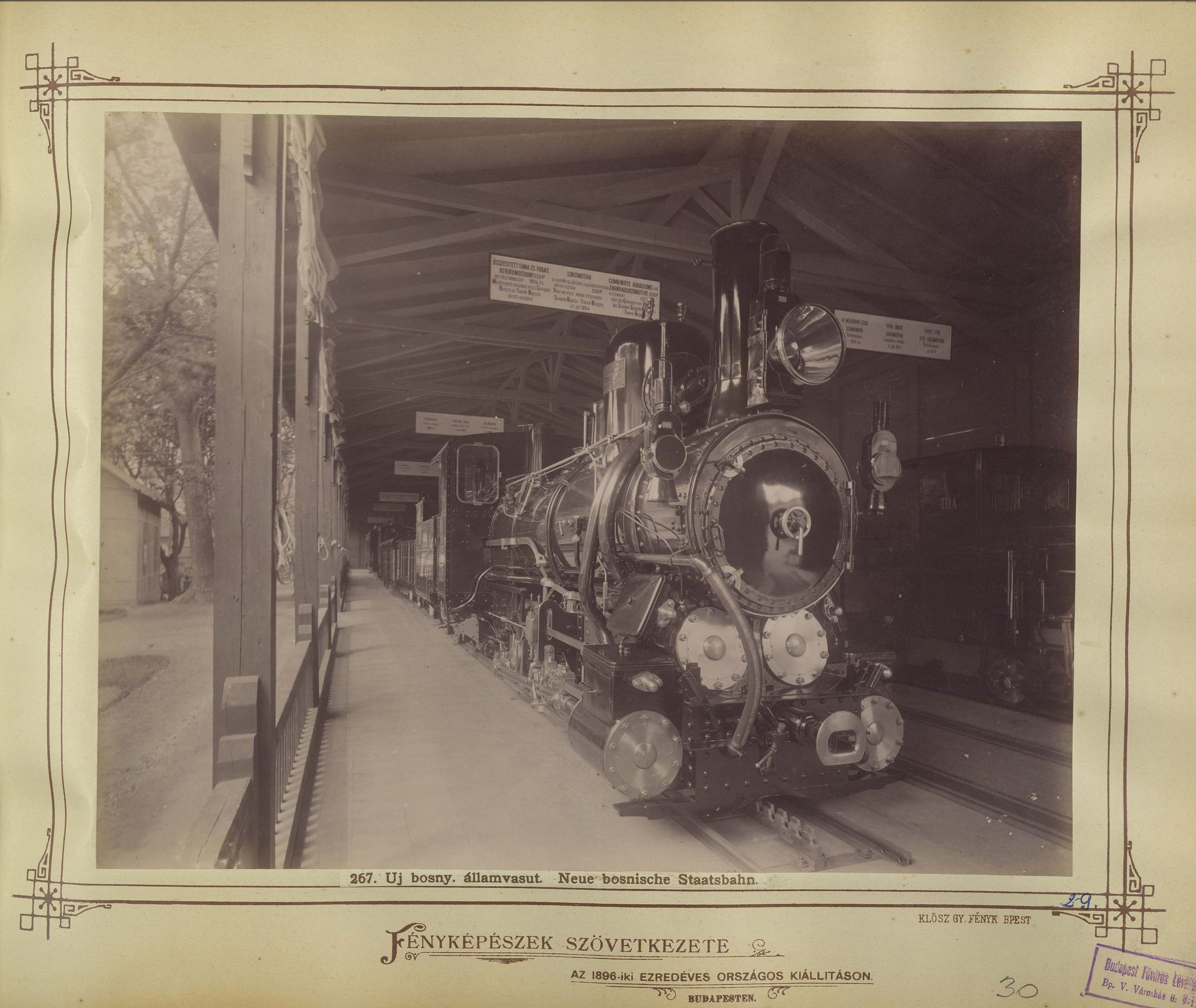
Zahnraddampflok BHStB IIIa5
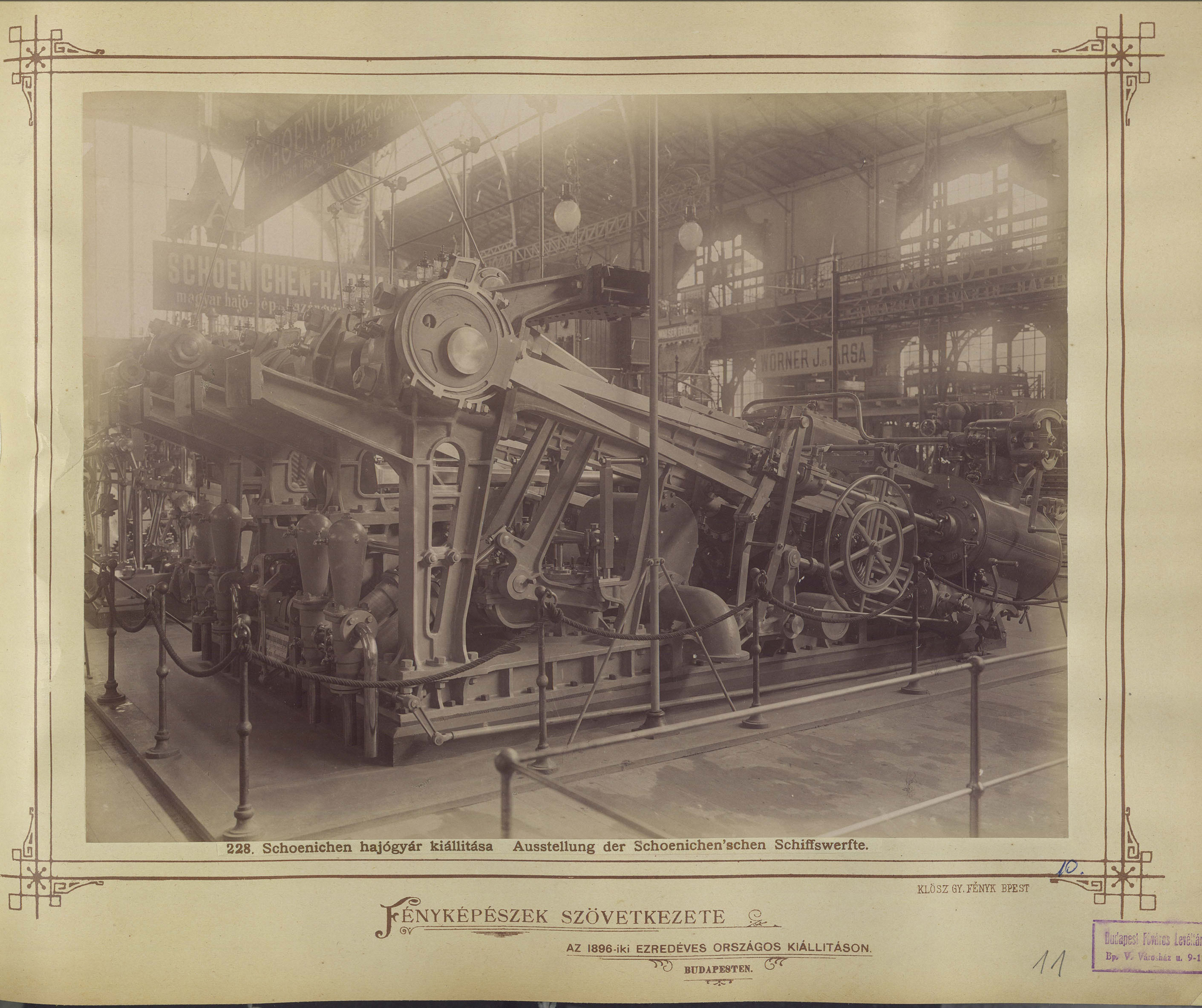
Schiffsdampfmaschine für Raddampfer von Schoenichen-Hartmann
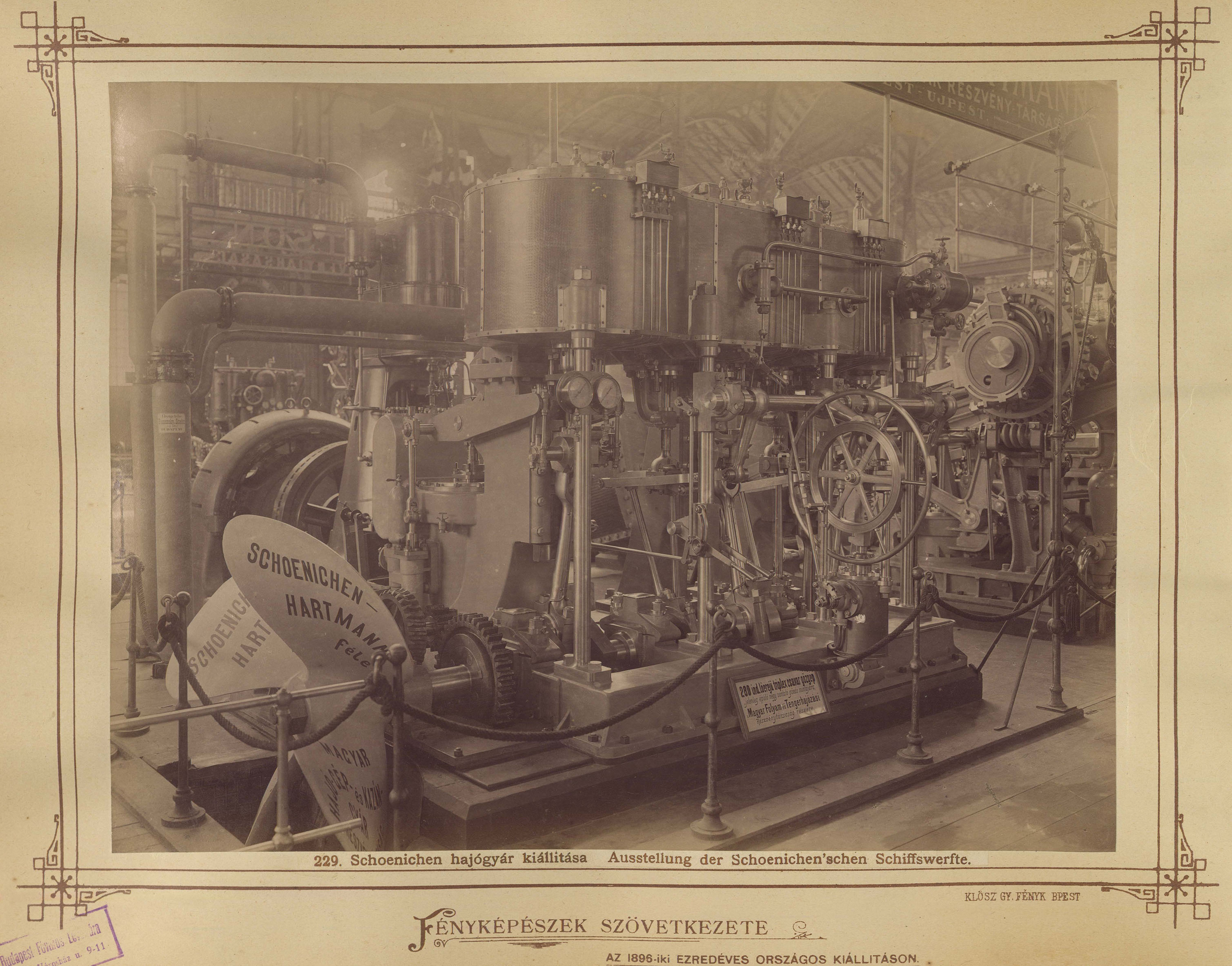
Schiffsdampfmaschine von Schoenichen-Hartmann
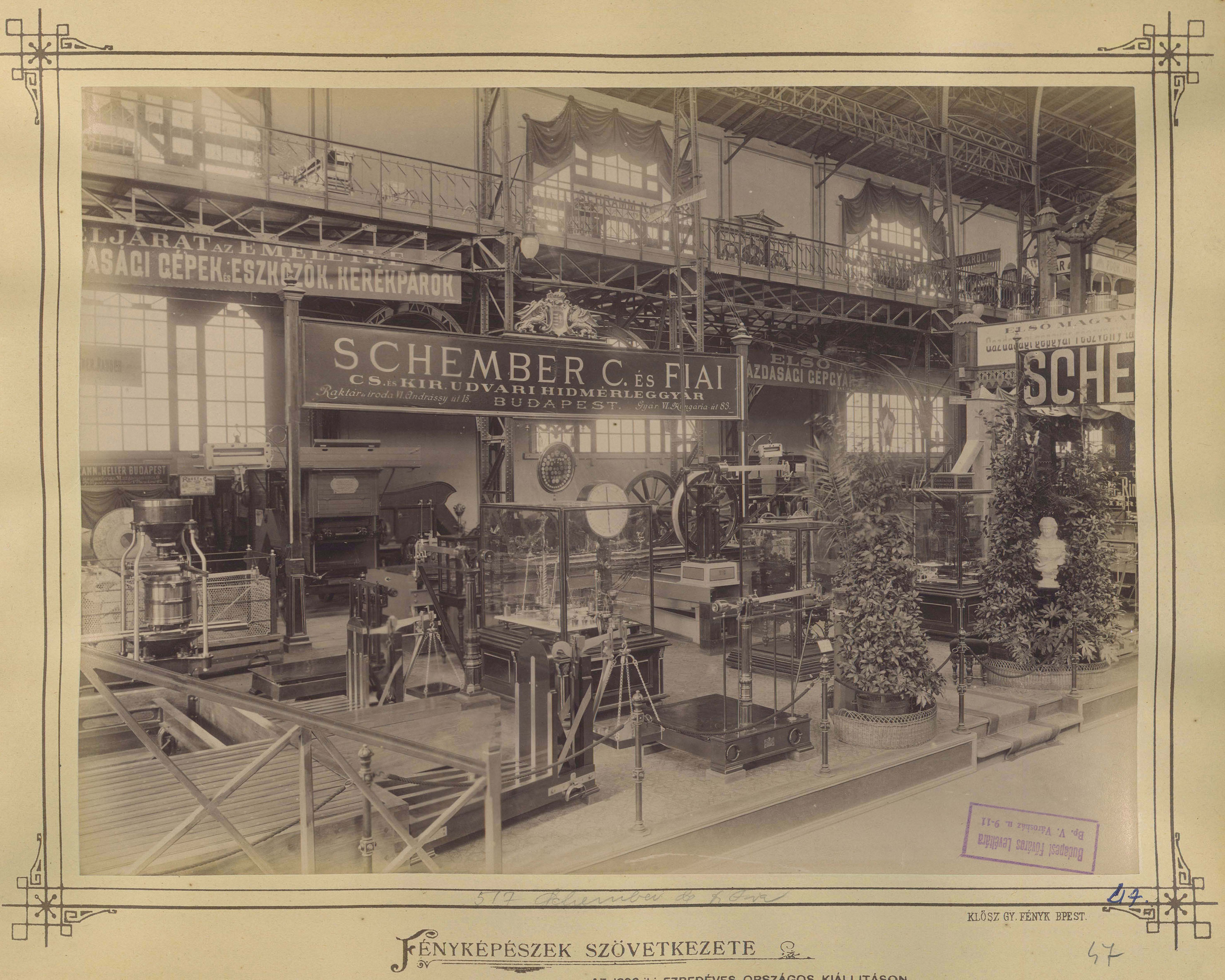
Stand von C. Schember & Söhne
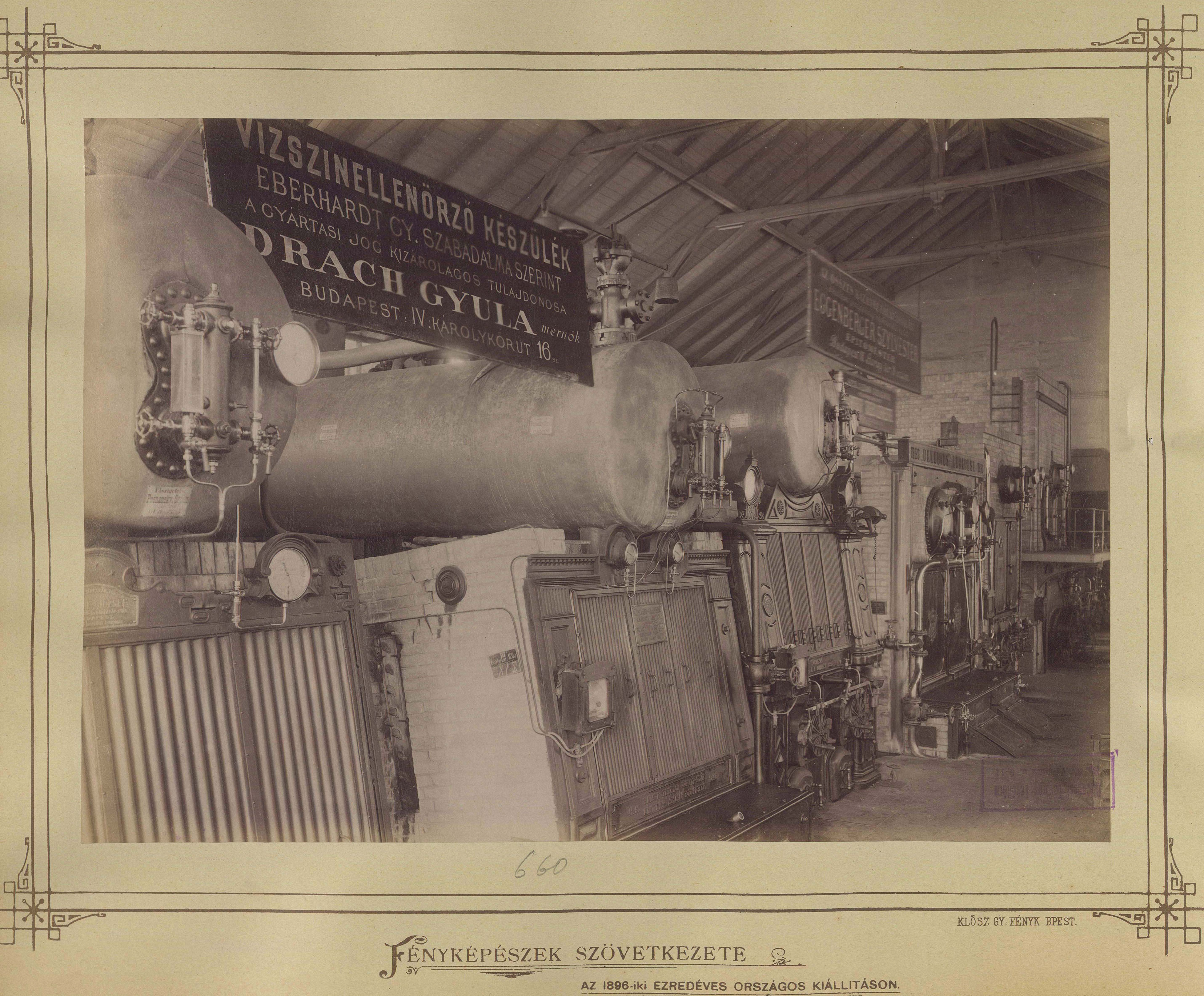
Wasserrohrkessel
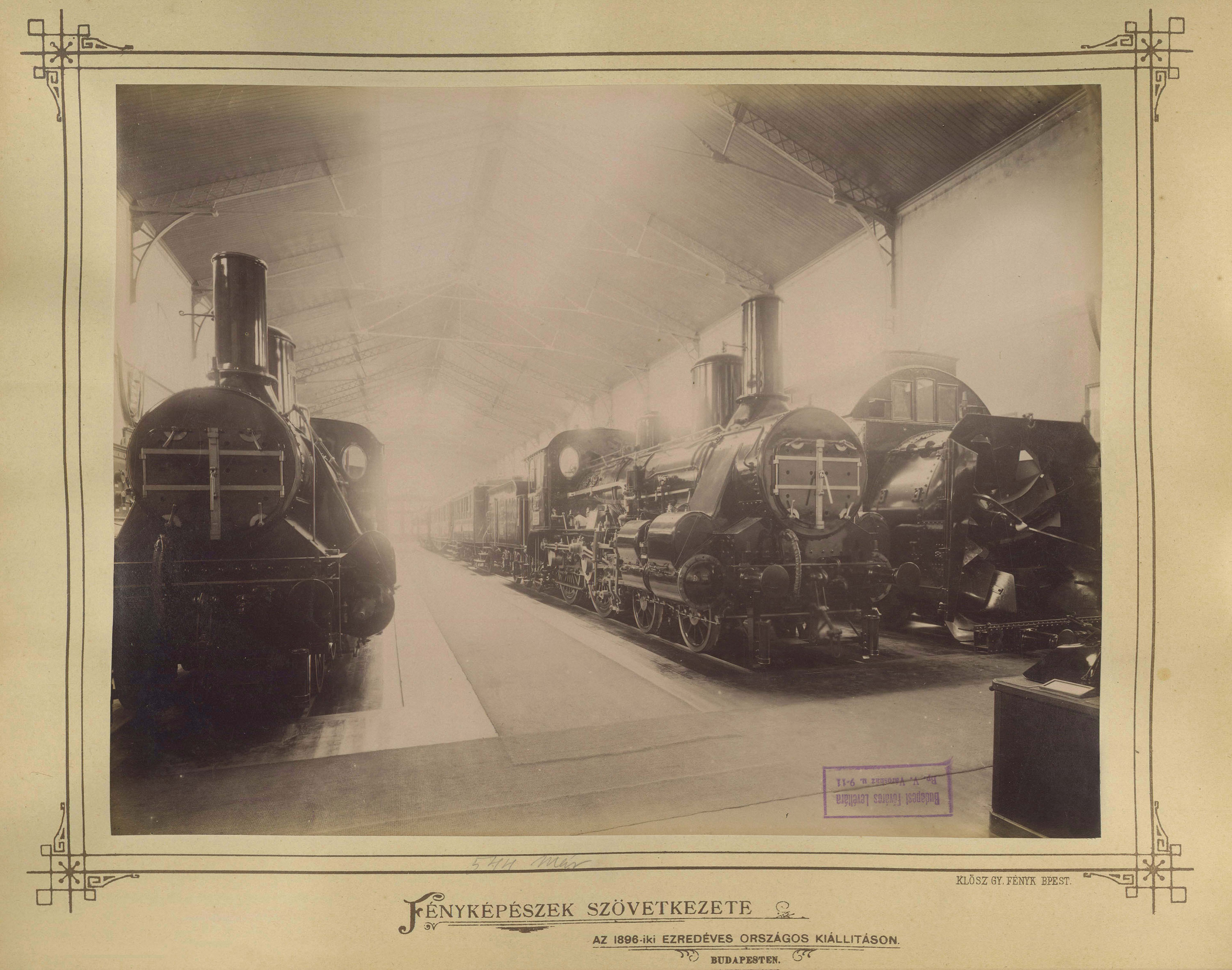
Fahrzeuge der Ungarischen Staatsbahnen
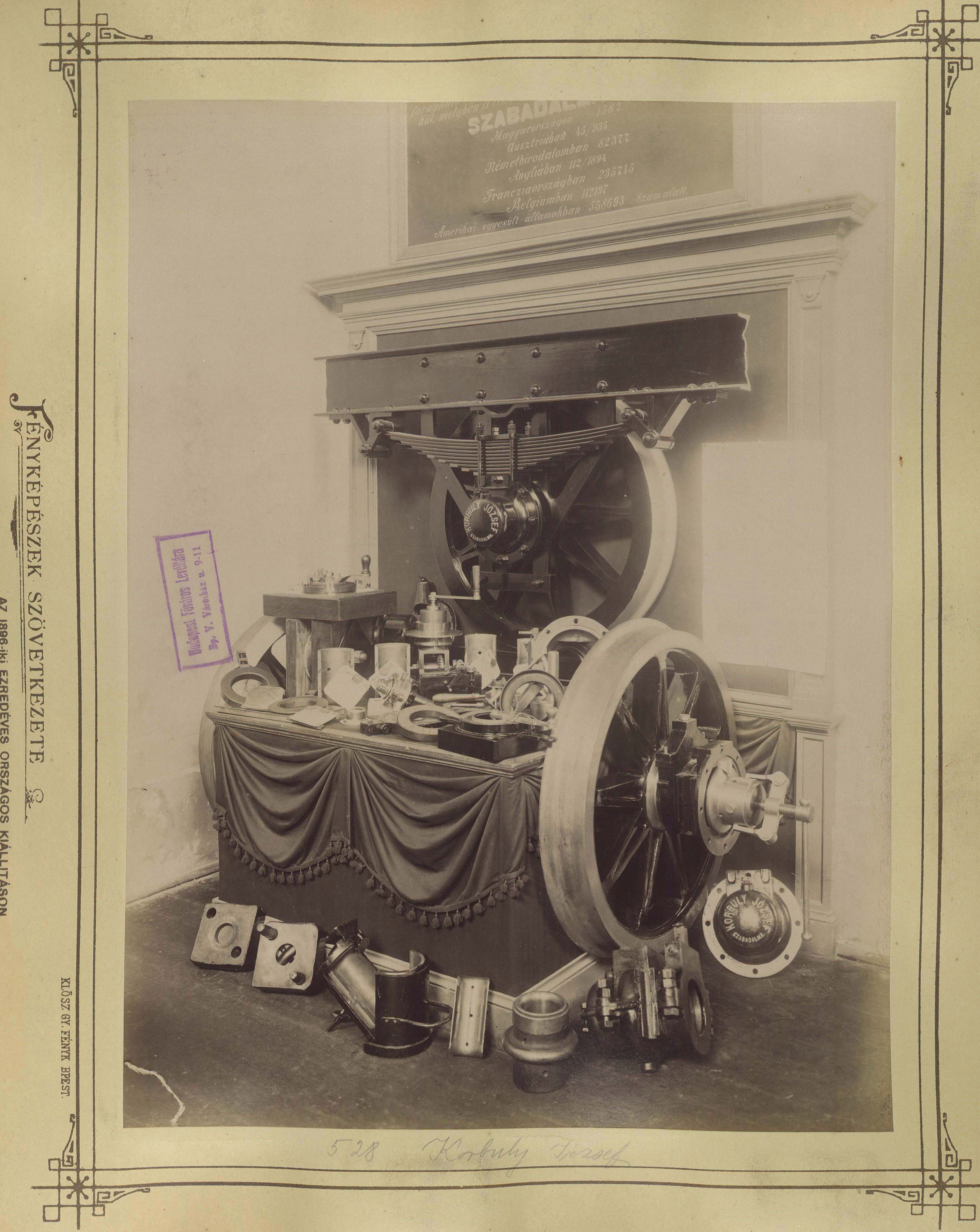
Eisenbahnwagen-Bestandteile